# Confrontations Europe
 (juillet 2024).
Il peut être nécessaire de l'améliorer pour respecter le principe de neutralité de point de vue. Veuillez consulter la page de discussion pour plus de détails.

Confrontations Europe est une association créée en 1992 par Philippe Herzog, Jean-Pierre Brard, Jean-Christophe Le Duigou, Jean Peyrelevade et Michel Rocard.

## Présentation
Confrontations Europe est un groupe de réflexion (think tank) européen qui travaille autour des questions et enjeux que suscite l'Europe. L'objectif est de créer un dialogue entre chercheurs, décideurs politiques et acteurs du monde économique autour des grands sujets européens. Présidé par Michel Derdevet depuis juillet 2020, Confrontations Europe est basé à Paris et à Bruxelles.
Créé en 1992, Confrontations Europe est initialement nommé « Confrontations pour une conflictualité ouverte, viable, créative », puis « Confrontations pour une démocratie participative européenne », il devient Confrontations Europe en 2003 lors de l'ouverture de son bureau à Bruxelles.

## Organisation
L'association est présidée par Michel Derdevet et dirigée par Jérôme Quéré, délégué général. Elle comprend un conseil d'administration, une assemblée générale, un bureau et un conseil scientifique. L'équipe comprend 9 personnes.
Liste des présidents de Confrontations Europe :
- 1992-2009 : Philippe Herzog[3] ;
- 2009-2014 : Claude Fischer[4] ;
- 2014-2020 : Marcel Grignard[5] ;
- 2020 : Michel Derdevet.

## Mode d'action
Confrontations Europe publie de nombreux articles, policy papers et études, sur des thèmes variés tels que les transitions numérique et environnementale, la politique industrielle européenne, la finance, la défense, l'Europe sociale, l'énergie et les valeurs européennes. Il publie également une newsletter mensuelle et une note de veille bimensuelle. 
Depuis 2012, elle édite une revue trimestrielle : Confrontations Europe.  
En 2024, Confrontations Europe publie un ouvrage collégial, « 30 idées pour 2030 » en amont des élections européennes. 
Le think tank publie des tribunes ou est interviewé dans divers médias tels que Euractiv, Atlantico, Ouest France, Le Monde, la Croix, Challenges, le Point, etc. Entre 2017 et 2020, il est notamment l’auteur régulier de tribunes pour Les Echos. 
Il organise des événements en France et à Bruxelles, comme ceux annuels : les Assises du long terme et le colloque sur l'Union des marchés de capitaux. En 2024, il coorganise avec le journal Libération, L'Université Libé à la Sorbonne, dans laquelle les principales têtes de listes françaises des élections européennes de 2024 ont été auditionnées, à l'exception de celles d'extrême droite. 